# Jesus amaldiçoando a figueira

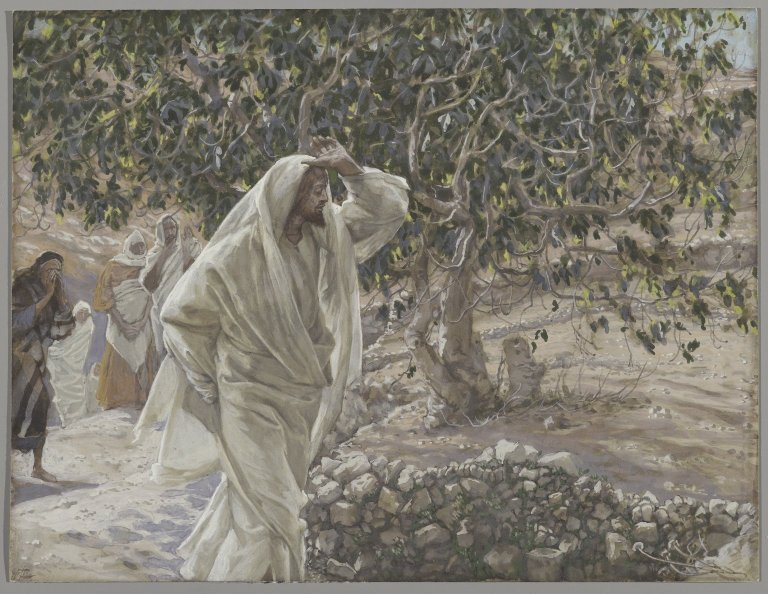
Jesus amaldiçoando a figueira.
Entre 1886 e 1894. Por James Tissot, atualmente no Brooklyn Museum, em Nova Iorque.

Amaldiçoando a figueira é um dos milagres de Jesus e está relatado em Marcos 11:12–14, Marcos 11:20–25 e em Mateus 21:18–22, não aparecendo em Lucas. No texto de Marcos, o texto está dividido em duas partes: na primeira, logo após a entrada triunfal de Jesus em Jerusalém e antes da segunda limpeza do Templo, Jesus amaldiçoa uma figueira por estar sem frutos; na segunda parte, presumivelmente no dia seguinte, a árvore definhou, o que estimulou Jesus a falar sobre a eficácia da oração. Mateus apresenta o milagre como um único evento.

## Narrativa bíblica
No Evangelho de Marcos:
| “ | «No dia seguinte, saindo eles de Betânia, teve fome. Vendo ao longe uma figueira que tinha folhas, foi ver se, porventura, acharia nela alguma coisa. Aproximando-se, nada achou senão folhas; porque ainda não era tempo de figos. Disse-lhe: Nunca jamais coma alguém fruto de ti; e seus discípulos ouviram isto.» (Marcos 11:12–14) | ” |

| “ | «Ao passarem de manhã, viram que a figueira estava seca até a raiz. Pedro, lembrando-se, disse-lhe: Olha, Mestre, secou-se a figueira, que amaldiçoaste! Tornou-lhes Jesus: Tende fé em Deus. Em verdade vos digo que quem disser a este monte: Levanta-te e lança-te no mar, e não duvidar no seu coração, mas crer que se faz o que ele diz, assim lhe será feito. Por isso vos afirmo: Tudo quanto suplicais e pedis, crede que o tendes recebido, e tê-lo-eis. Quando estiverdes orando, se tendes alguma coisa contra alguém, perdoai-lha; para que também vosso Pai que está nos céus, vos perdoe as vossas ofensas.» (Marcos 11:20–25) | ” |

No Evangelho de Mateus:
| “ | «Pela manhã, ao voltar à cidade, teve fome. Vendo uma figueira à beira do caminho, dela se aproximou, e não achou nela senão folhas; e disse-lhe: Nunca jamais nasça fruto de ti. No mesmo instante secou a figueira. Vendo isto os discípulos, maravilharam-se e perguntaram: Como é que repentinamente secou a figueira? Respondeu-lhes Jesus: Em verdade vos digo que se tiverdes fé e não duvidardes, fareis não só o que foi feito à figueira, mas até se disserdes a este monte: Levanta-te e lança-te no mar, isso será feito; e tudo o que com fé pedirdes em vossas orações, haveis de receber.» (Mateus 21:18–22) | ” |

A maioria dos estudiosos acredita que Marcos foi o primeiro evangelho a ser escrito e que foi utilizado como fonte para Mateus. A diferença entre o incidente descrito em Marcos e a versão dada em Mateus pode ser explicada do ponto de vista da prioridade de Marcos, ou seja, Mateus revisou a história encontrada em Marcos.

## Interpretações
A exegese tradicional cristã sobre este relato inclui a afirmação da divindade de Jesus ao demonstrar a sua autoridade sobre a natureza. O pensamento reformado tradicional afirma que este evento foi um sinal dado por Jesus sobre o fim da aliança exclusiva entre Deus e os judeus (veja supersessionismo). Sob este ponto de vista, a árvore seria uma metáfora para a nação judaica, que teria uma aparência externa grandiosa (as folhas), mas não estava mais produzindo nada para a glória de Deus (a falta de frutos). Esta interpretação está ligada à Parábola da Figueira Estéril.
Uma vez que nem Mateus e nem Marcos explicam por que Jesus esperava encontrar frutos na árvore após terem explicitamente explicado que não era a estação de figos, céticos costumam apresentar esta história como uma evidência de contradição nos evangelhos. Charles Bradlaugh sugeriu que amaldiçoar uma árvore viva seria contrário ao caráter de suposto criador benigno.
F. F. Bruce afirma que as figueiras produzem 'taqsh' antes da estação se elas forem produzir frutos na época certa. Como esta não produziu, era um sinal de que ela não iria produzir fruto nenhum naquele ano. Craig Keener se utilizou desta passagem como forma de datar o Evangelho de Mateus para uma data anterior, afirmando que apenas alguém com um forte conhecimento do Monte das Oliveiras teria sabido que suas figueiras estão cheias de folhas por volta da época da Páscoa.